# SeedS
SeedS（シーズ）は、日本の女性アイドルグループである。

## 概要
2020年12月3日、AYA、AKANE、MISAKI、CHIHO、MASHIROの5人で「SeedS/PISTIL」（シーズピスティル）としてデビュー。以降、メンバーの卒業と加入があり、2024年11月14日にSAYORIの加入とともに「SeedS」に改名。
seed〈種〉から自身が持っている魅力を生かし、個々の素敵な「花」になれるようにという願いが込められている。メンバーの担当カラーなどは無く、各々が「花」をモチーフにしたシンボルマークを持つ。

## 略歴
2020年
- 12月3日、「SeedS/PISTIL」として池袋Live inn ROSAにてお披露目[1]。

2021年
- 2月27日、下北沢シャングリラにてMASHIROラストライブ。
- 2月28日、MASHIROが卒業[2]。
- 10月8日、RIRIのお披露目ライブが池袋Live inn ROSAにて開催。

2023年
- 2月5日、1stワンマンライブ「SeedS/PISTIL 1st ONEMAN〜たねたちが花を目指して〜」をSPACE ODDにて開催。

2024年
- 8月18日、2ndワンマンライブ「SeedS/PISTIL 2nd ONEMAN〜We become the Vulthoom〜」をASAKUSA VAMPKINにて開催。
- 10月10日、AKANE、CHIHOがASAKUSA VAMPKINにて卒業。
- 11月14日、SAYORIのお披露目ライブがASAKUSA VAMPKINにて開催。グループ名を「SeedS」に改名。

2025年
- 3月31日、RIRIが体調不良により活動休止。
- 7月10日、公式Xにて活動休止中のRIRIが8月17日開催の主催ライブから復帰することが発表された[3]。あわせて新メンバー3人（KARIN[4]、RIA[5]、SAAYA[6]）の加入も発表[7]。

## メンバー
グループカラー：緑
| 名前                   | 担当花     | 誕生日   | 活動開始       | 備考                                                                               |
| ---------------------- | ---------- | -------- | -------------- | ---------------------------------------------------------------------------------- |
| AYA （森岳 亜弥）      | すずらん   | 12月27日 | 2020年12月3日  | リーダー 元「KiREI」                                                               |
| MISAKI （波妃 美咲）   | つばき     | 6月3日   | 2020年12月3日  | 元「KiREI」。元「みっきゃRingGoGo！」 2022年第13回ミスヤングチャンピオングランプリ |
| RIRI （花森 りり）     | アマリリス | 9月29日  | 2021年10月8日  | 活動休止中                                                                         |
| SAYORI （風間 さより） | すいれん   | 4月11日  | 2024年11月14日 | BeSaint所属                                                                        |

- 卒業メンバー

| 名前                    | 担当花   | 誕生日   | 活動開始 活動停止            | 備考                                  |
| ----------------------- | -------- | -------- | ---------------------------- | ------------------------------------- |
| AKANE （尾﨑 茜）       | コスモス | 12月5日  | 2020年12月3日 2024年10月10日 |                                       |
| CHIHO （福田 千穂）     | ひまわり | 11月14日 | 2020年12月3日 2024年10月10日 | 現「maleficium」（Aphrodite）メンバー |
| MASHIRO （三墨 ましろ） | リンドウ | 10月10日 | 2020年12月3日 2021年2月28日  |                                       |

## 定期ライブ
- SeedS定期ライブ　毎月第3木曜日、ASAKUSA VAMPKINにて開催

## 旧SeedS
2018年3月、佐伯香織、音木りおん、本郷ななかの3人で「SeedS」を結成。その後、SHIRO(中国人)、川又咲が加入。2020年5月、活動休止。